# Sương mù Tule

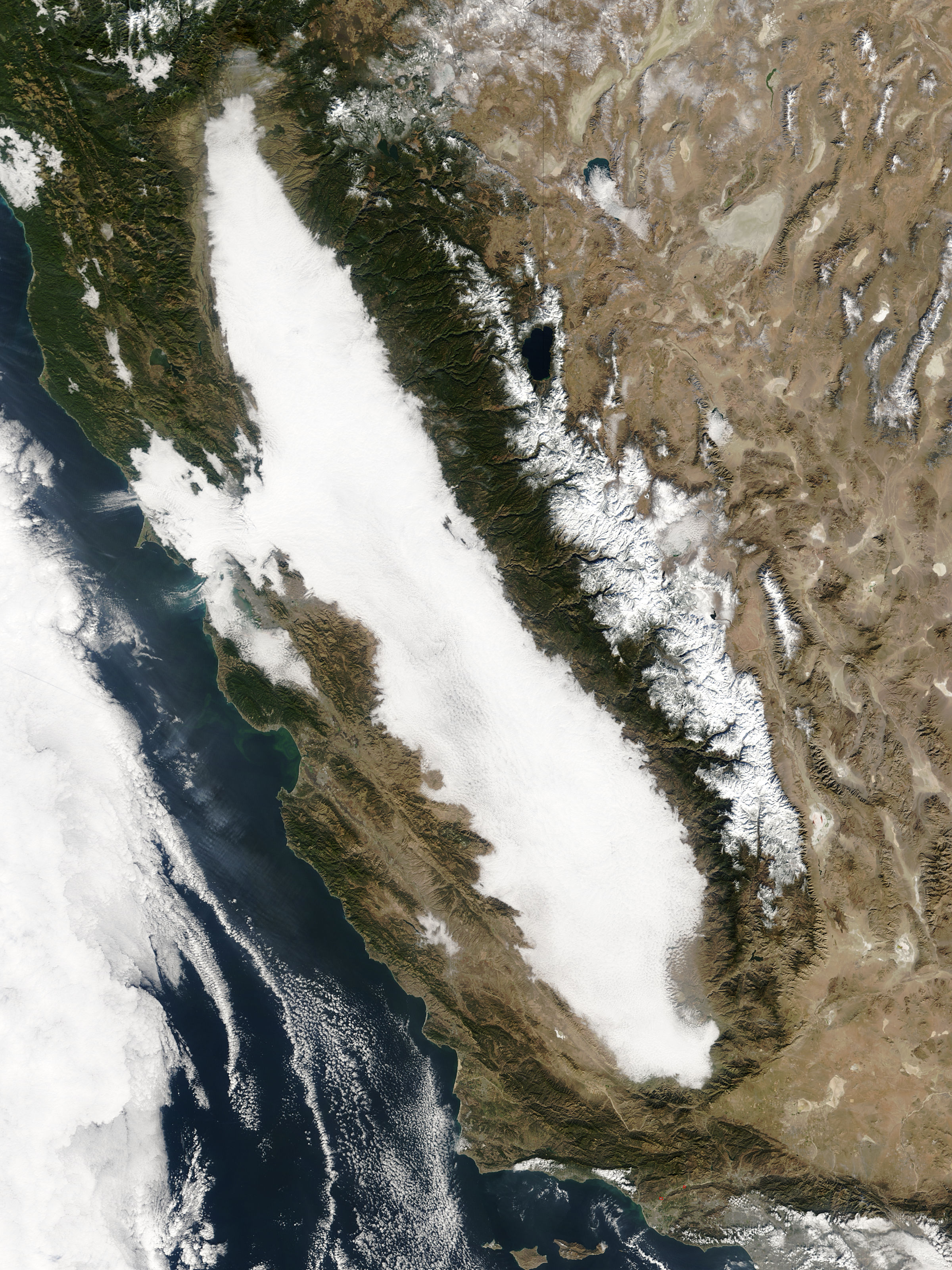
Sương mù Tule được chụp bởi Vệ tinh Terra của NASA chụp vào tháng 1 năm 2005. Thung lũng Sacramento và Thung lũng San Joaquin (gọi chung là Thung lũng Trung tâm) gần như được bao phủ hoàn toàn trong sương mù Tule.

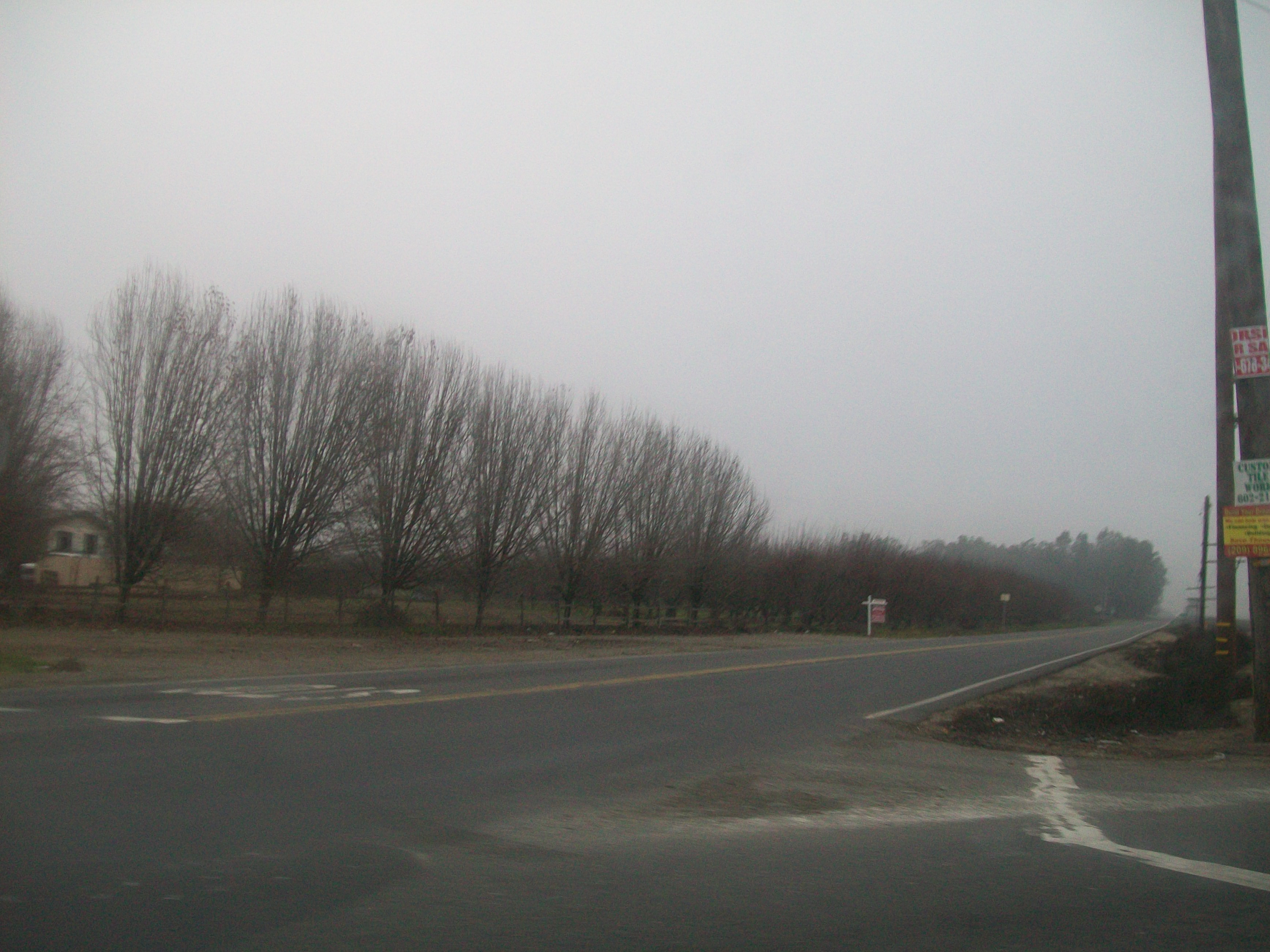
Sương mù Tule định cư trên một vườn cây ở hạt Stanislaus vào cuối tháng 12.

Sương mù Tule /ˈtuːliː/ là sương mù đất dày đọng lại ở các thung lũng San Joaquin và Thung lũng Sacramento thuọc khu vực Thung lũng Trung của California. Sương mù Tule hình thành từ cuối mùa thu đến đầu mùa xuân (mùa mưa ở California) sau cơn mưa đáng kể đầu tiên. Khung thời gian chính thức để sương mù tule hình thành là từ ngày 1 tháng 11 đến ngày 31 tháng 3. Hiện tượng này được đặt tên theo vùng đất ngập nước cỏ (tulares) của Thung lũng Trung tâm. Sương mù Tule là nguyên nhân hàng đầu của các vụ tai nạn liên quan đến thời tiết ở California.

## Sự hình thành
Sương mù Tule là sương mù bức xạ, ngưng tụ khi có độ ẩm tương đối cao (thường là sau một trận mưa lớn), gió lặng và làm mát nhanh trong đêm. Các đêm trở nên dài hơn trong những tháng mùa đông, cho phép kéo dài thời gian làm mát mặt đất, và do đó đảo ngược nhiệt độ rõ rệt ở độ cao thấp.
Ở California, sương mù có thể kéo dài từ Bakersfield đến Red Bluff, bao phủ khoảng cách hơn 650 kilômét (400 mi). Sương mù Tule thỉnh thoảng trôi xa về phía tây như Khu vực Vịnh San Francisco qua Eo biển Carquinez, và thậm chí có thể trôi về phía tây qua Cổng Vàng, đối diện với dòng sương mù ven biển thông thường.
Sương mù Tule đặc trưng giới hạn chủ yếu ở Thung lũng Trung tâm do các dãy núi bao quanh nó. Do mật độ của không khí lạnh vào mùa đông, gió không thể đánh tan sương mù và áp suất cao của không khí ấm hơn phía trên đỉnh núi đè xuống không khí lạnh bị mắc kẹt trong thung lũng, dẫn đến sương mù dày đặc, bất động, có thể kéo dài trong nhiều ngày hoặc đôi khi trong nhiều tuần không bị xáo trộn. Sương mù Tule thường chứa mưa phùn nhẹ hoặc mưa phùn lạnh cóng nơi nhiệt độ đủ lạnh.
Sương mù Tule là một đám mây thấp, thường ở dưới độ cao 2.000 foot (600 m) và có thể được nhìn từ trên cao bằng cách lái xe lên chân đồi của Sierra Nevada đến miền động hoặc Coast Ranges đến miền tây. Trên lớp lạnh, sương mù, không khí thường ôn hòa, khô và trong. Một khi sương mù đã hình thành, không khí hỗn loạn là cần thiết để phá vỡ lớp đảo nhiệt độ. Việc sưởi ấm ban ngày đôi khi làm bay hơi sương mù thành từng mảng, mặc dù không khí vẫn lạnh và âm u dưới sự đảo ngược và cải cách sương mù ngay sau khi mặt trời lặn. Sương mù Tule thường tồn tại lâu hơn ở phía nam và phía đông của Thung lũng Trung tâm, bởi vì nhiều cơn bão mùa đông ảnh hưởng đến phía bắc Thung lũng Trung tâm.

## Tầm nhìn

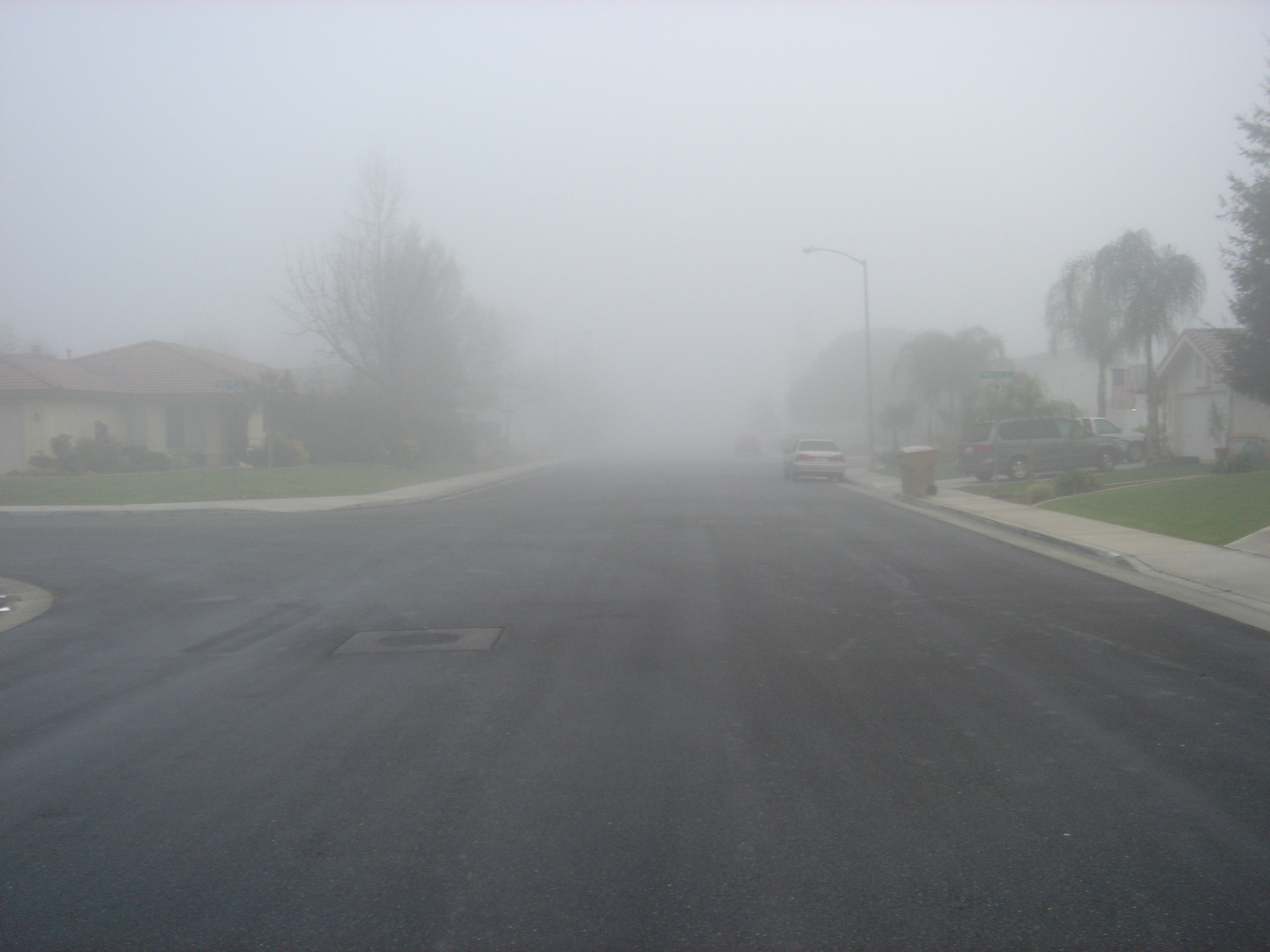
Sương mù Tule ở Bakersfield.

Tầm nhìn trong sương mù tule thường nhỏ hơn một phần tám dặm (khoảng 600 ft hoặc 200 m). Tầm nhìn có thể thay đổi nhanh chóng; chỉ trong một vài feet, tầm nhìn có thể đi từ 10 feet (3.0 m) đến gần 0.
Sự thay đổi về tầm nhìn là nguyên nhân của nhiều tai nạn dây chuyền trên đường và xa lộ. Trong một vụ tai nạn như vậy trên Xa lộ Liên tiểu bang 5 gần Elk Grove phía nam Sacramento, 25 xe hơi và 12 xe tải lớn đã va chạm vào một đám sương mù vào tháng 12 năm 1997. Năm người chết và 28 người bị thương. Vào tháng 2 năm 2002, hai người đã thiệt mạng trong một đống xe hơi hơn 80 chiếc trên Quốc lộ 99 giữa Kingsburg và Selma. Vào sáng ngày 3 tháng 11 năm 2007, sương mù dày đặc đã gây ra một vùng phủ lớn bao gồm 108 xe chở khách và 18 xe tải lớn trên Quốc lộ 99 về phía bắc giữa Fowler và Fresno. Tầm nhìn khoảng 200 foot (60 m)   tại thời điểm xảy ra tai nạn. Có hai người thiệt mạng và 39 người bị thương trong vụ tai nạn.

## Mưa phùn và băng đen
Sự kiện sương mù Tule thường đi kèm với mưa phùn. Ánh sáng mặt trời không thể xuyên qua lớp sương mù, giữ nhiệt độ dưới mức đóng băng. Các cơn mưa phùn đóng băng thỉnh thoảng đi kèm với các sự kiện sương mù trong mùa đông. Những sự kiện như vậy có thể để lại một lớp băng đen vô hình trên đường, khiến việc đi lại trở nên đặc biệt nguy hiểm.